# Skřípov
Skřípov (deutsch Wachtl) ist eine Gemeinde in Tschechien. Sie liegt westlich von Konice (Konitz) und gehört zum Okres Prostějov.

## Geschichte
Nach dem Hussiten-Krieg wurde die Gemeinde mit deutschen Kolonisten besiedelt. Die deutsche Bevölkerung wurde nach dem Zweiten Weltkrieg vertrieben.